# Abudefduf bengalensis
Abudefduf bengalensis es una especie de peces de la familia Pomacentridae en el orden de los Perciformes.

## Morfología
Los machos pueden llegar alcanzar los 17 cm de longitud total.

## Alimentación
Come  algas y pequeños cangrejos.

## Hábitat
Es un pez de mar.

## Distribución geográfica
Se encuentra desde el Índico oriental hasta el Japón y Australia.